# Pinewood (Florida)
Pinewood ist  ein census-designated place (CDP) im Miami-Dade County im US-Bundesstaat Florida. Das U.S. Census Bureau hat bei der Volkszählung 2020 eine Einwohnerzahl von 17.246 ermittelt. 

## Geographie
Pinewood grenzt direkt an die Kommunen El Portal und North Miami und liegt etwa 5 km nördlich von Miami. Der CDP wird von der Interstate 95, dem U.S. Highway 441 (SR 7) sowie von den Florida State Roads 924 und 932 durchquert bzw. tangiert.

## Demographische Daten
Laut der Volkszählung 2010 verteilten sich die damaligen 16.520 Einwohner auf 5436 Haushalte. Die Bevölkerungsdichte lag bei 3754,5 Einw./km². 17,5 % der Bevölkerung bezeichneten sich als Weiße, 75,3 % als Afroamerikaner, 0,2 % als Indianer und 0,5 % als Asian Americans. 3,7 % gaben die Angehörigkeit zu einer anderen Ethnie und 2,7 % zu mehreren Ethnien an. 22,8 % der Bevölkerung bestand aus Hispanics oder Latinos.
Im Jahr 2010 lebten in 43,4 % aller Haushalte Kinder unter 18 Jahren sowie 27,1 % aller Haushalte Personen mit mindestens 65 Jahren. 72,1 % der Haushalte waren Familienhaushalte (bestehend aus verheirateten Paaren mit oder ohne Nachkommen bzw. einem Elternteil mit Nachkomme). Die durchschnittliche Größe eines Haushalts lag bei 3,21 Personen und die durchschnittliche Familiengröße bei 3,74 Personen.
29,7 % der Bevölkerung waren jünger als 20 Jahre, 27,7 % waren 20 bis 39 Jahre alt, 25,6 % waren 40 bis 59 Jahre alt und 16,8 % waren mindestens 60 Jahre alt. Das mittlere Alter betrug 33 Jahre. 48,2 % der Bevölkerung waren männlich und 51,8 % weiblich.
Das durchschnittliche Jahreseinkommen lag bei 28.987 $, dabei lebten 34,3 % der Bevölkerung unter der Armutsgrenze.
Im Jahr 2000 war Englisch die Muttersprache von 47,40 % der Bevölkerung, haitianisch sprachen 28,93 % und 23,67 % hatten eine andere Muttersprache.